# Премія НАН України імені О. О. Богомольця
Премія імені Богомольця Олександра Олександровича — премія, встановлена НАН України за видатні наукові роботи в галузі фізіології та патофізіології.
Премію засновано 19 липня 1946 року постановою Ради Міністрів СРСР та названо на честь видатного українського патофізіолога, основоположника наукової школи, організатора української науки Олександра Богомольця. Її мала присуджувати Академія наук УРСР щорічно, але перше вручення відбулося лише у 1954 році за підсумками конкурсу 1953 року. Першим лауреатом став академік АН УРСР Олександр Федорович Макарченко.
Починаючи з 2007 року Премію імені О. О. Богомольця присуджує Відділення біохімії, фізіології і молекулярної біології НАН України щотрироки.

## Лауреати премії
| Рік  | Тема | Лауреати                                               | Коротко про лауреата |
| ---- | --- | ------------------------------------------------------ | --- |
| 2018 | Цикл праць «Шляхи і механізми дії інтерлейкінів — продуктів клітин системи імунітету та клітин системи сполучної тканини — центральних регуляторів гомеостазу органів і тканин як в нормі, так і при патологічних станах» | Бережна Нінель Михайлівна                              | доктор медичних наук, провідний науковий співробітник Інституту експериментальної патології, онкології і радіобіології ім. Р. Є. Кавецького НАН України                                                         |
| 2012 | Цикл праць «Фізіологія та патологія аферентних систем мозку: розкриття механізмів та розробка новітніх методів медичної корекції»                                                                                         | Кришталь Олег Олександрович                            | академік НАН України, директор Інституту фізіології ім. О. О. Богомольця НАН України |
| 2012 | Цикл праць «Фізіологія та патологія аферентних систем мозку: розкриття механізмів та розробка новітніх методів медичної корекції»                                                                                         | Цимбалюк Віталій Іванович                              | академік НАМН України, заступник директора Державної установи «Інститут нейрохірургії імені А. П. Ромоданова НАМН України»                                                                                      |
| 2012 | Цикл праць «Фізіологія та патологія аферентних систем мозку: розкриття механізмів та розробка новітніх методів медичної корекції»                                                                                         | Медведєв Володимир Вікторович                          | кандидат медичних наук, асистенту кафедри Національного медичного університету імені О .О. Богомольця |
| 2009 | Серія праць «Проблеми вродженої імунорезистентності та вікової фізіології і токсикології» | Магура Ігор Сільвестрович                              | академік НАН України, провідний науковий співробітник Інституту фізіології ім. О. О. Богомольця НАН України |
| 2009 | Серія праць «Проблеми вродженої імунорезистентності та вікової фізіології і токсикології» | Співак Микола Якович                                   | член-кореспондент НАН України, завідувач відділу Інституту мікробіології і вірусології ім. Д. К. Заболотного НАН України                                                                                        |
| 2009 | Серія праць «Проблеми вродженої імунорезистентності та вікової фізіології і токсикології» | Трахтенберг Ісаак Михайлович                           | член-кореспондент НАН України, завідувач лабораторії Інституту медицини праці АМН України |
| 2007 | Монографія «Іони кальцію у функції мозку — від фізіології до патології» | Костюк Олена Платонівна                                | доктор медичних наук НАН, провідний науковий співробітник Інституту фізіології ім. О. О. Богомольця НАН України                                                                                                 |
| 2007 | Монографія «Іони кальцію у функції мозку — від фізіології до патології» | Лук'янець Олена Олександрівна                          | професор, доктор біологічних наук НАН, провідний науковий співробітник Інституту фізіології ім. О. О. Богомольця НАН України                                                                                    |
| 2000 | Монографія «Цитокины. Биологические и противоопухолевые свойства» | Возіанов Олександр Федорович                           | академік НАН та АМН України, директор Інституту урології та нефрології АМН України |
| 2000 | Монографія «Цитокины. Биологические и противоопухолевые свойства» | Бутенко Андрій Костянтинович                           | кандидат медичних наук, завідувач відділення Українського НДІ онкології АМН України |
| 2000 | Монографія «Цитокины. Биологические и противоопухолевые свойства» | Зак Костянтин Петрович                                 | доктор медичних наук, керівнику лабораторії Інституту ендокринології та обміну речовин ім. В. П. Комісаренка АМН України                                                                                        |
| 1999 | Цикл робіт «Стан окисно-відновних та антиоксидантних процесів при патології внутрішніх органів і ураженнях центральної нервової системи»                                                                                  | Барабой Вілен Абрамович                                | доктор медичних наук, професор, завідувач лабораторії експериментальної онкології та променевої патології Київського науково-дослідного рентґено-радіологічного і онкологічного інституту                       |
| 1999 | Цикл робіт «Стан окисно-відновних та антиоксидантних процесів при патології внутрішніх органів і ураженнях центральної нервової системи»                                                                                  | Зозуля Юрій Панасович                                  | член-кореспондент НАН України, академік та віце-президент НАМН України |
| 1999 | Цикл робіт «Стан окисно-відновних та антиоксидантних процесів при патології внутрішніх органів і ураженнях центральної нервової системи»                                                                                  | Сутковий Дем'ян Аврамович                              | кандидат біологічних наук, керівник лабораторії біохімії енергетичного обміну та окисно-антиоксидантного гомеостазу Інституту нейрохірургії ім. акад. А. П. Ромоданова НАМН України                             |
| 1998 | Цикл робіт «Біологічно активні речовини води „Нафтуся“, їх генез та механізми фізіологічної дії» | Івасівка Степан Васильович                             | доктор медичних наук, професор, завідувач відділу експериментальної бальнеології Інституту фізіології ім. О. О. Богомольця НАН України, директор Трускавецької гідрогеологічної режимно-експлуатаційної станції |
| 1998 | Цикл робіт «Біологічно активні речовини води „Нафтуся“, їх генез та механізми фізіологічної дії» | Попович Ігор Львович                                   | кандидат медичних наук, провідний науковий співробітник відділу експериментальної бальнеології Інституту фізіології ім. О. О. Богомольця НАН України                                                            |
| 1998 | Цикл робіт «Біологічно активні речовини води „Нафтуся“, їх генез та механізми фізіологічної дії» | Яременко Михайло Сергійович                            | доктор медичних наук, професор, завідувач відділу фізіології водно-сольового обміну Інституту фізіології ім. О. О. Богомольця НАН України                                                                       |
| 1997 | Цикл робіт «Імунологія старіння» | заступник директора Інституту геронтології АМН України | |
| 1996 | Монографія «Структурні закономірності розвитку нейронів в умовах культивування» | Коваль Л. М.                                           | |
| 1996 | Монографія «Структурні закономірності розвитку нейронів в умовах культивування» | Скибо Галина Григорівна                                | доктор медичних наук, професор, завідувачка відділу цитології Інституту фізіології ім. О. О. Богомольця НАН України                                                                                             |
| 1995 | Монографія «Цитоморфология и цитогенетика железистой гиперплазии и рака эндометрия» | Ганіна Калерія Павлівна                                | доктор біологічних наук, провідний науковий співробітник Інституту експериментальної патології, онкології і радіобіології ім. Р. Є. Кавецького                                                                  |
| 1995 | Монографія «Цитоморфология и цитогенетика железистой гиперплазии и рака эндометрия» | Бучинська Любов Георгіївна                             | кандидат біологічних наук, старший науковий співробітник Інституту експериментальної патології, онкології і радіобіології ім. Р. Є. Кавецького                                                                  |
| 1995 | Монографія «Цитоморфология и цитогенетика железистой гиперплазии и рака эндометрия» | Поліщук Людмила Захарівна                              | доктор медичних наук, провідний науковий співробітник Інституту експериментальної патології, онкології і радіобіології ім. Р. Є. Кавецького                                                                     |
| 1994 | Монографія «Імуногенні порушення діяльності серцево-судинної системи» | Мойбенко Олексій Олексійович                           | академік НАН України, завідувач відділу експериментальної кардіології Інституту фізіології ім. О. О. Богомольця НАН України                                                                                     |
| 1994 | Монографія «Імуногенні порушення діяльності серцево-судинної системи» | Сагач Вадим Федорович                                  | член-кореспондент НАН України, завідувач відділу фізіології кровообігу Інституту фізіології ім. О. О. Богомольця НАН України                                                                                    |
| 1993 | Цикл робіт «Електрофізіологічні та біохімічні процесі в організмі тварин і людей при охолодженні» | Бабійчук Георгій Опанасович                            | доктор біологічних наук, завідувач відділу кріофізіології Інституту проблем кріобіології і кріомедицини НАН України                                                                                             |
| 1993 | Цикл робіт «Електрофізіологічні та біохімічні процесі в організмі тварин і людей при охолодженні» | Грищенко Валентин Іванович                             | |
| 1992 | Монографія «Психофизиологические функции человека и операторский труд» | Макаренко Микола Васильович                            | доктор біологічних наук, завідувач лабораторії вищої нервової діяльності людини Інституту фізіології ім. О. О. Богомольця АН УРСР                                                                               |
| 1991 | Монографія «Біохемілюмінесценція клітин при пухлинному процесі» | Баглій Євген Ананійович                                | доктор медичних наук, завідувач лабораторії Інституту екогігієни і токсикології |
| 1991 | Монографія «Біохемілюмінесценція клітин при пухлинному процесі» | Данко Михайло Йосипович                                | |
| 1991 | Монографія «Біохемілюмінесценція клітин при пухлинному процесі» | Сидорик Євген Петрович                                 | доктор медичних наук, професор, завідувач відділом Інституту проблем онкології імені Р. Є. Кавецького Академії наук УРСР                                                                                        |
| 1990 | Монографія «Антитіла і регуляція функцій організму» | Ільчевич Микола Васильович                             | доктор медичних наук, професор, завідувач відділу імунології та відділу імунології та цитотоксичних сироватокІнституту фізіології ім. О. О. Богомольця АН УРСР                                                  |
| 1990 | Монографія «Антитіла і регуляція функцій організму» | Лісяний Микола Іванович                                | доктор медичних наук, професор, завідувач відділу нейроімунології Інституту нейрохірургії НАМНУ |
| 1990 | Монографія «Антитіла і регуляція функцій організму» | Янчій Роман Іванович                                   | кандидат медичних наук, співробітник відділу імунології та цитотоксичних сироваток Інституту фізіології ім. О. О. Богомольця АН УРСР                                                                            |
| 1989 | Цикл робіт «Теоретичне і експериментально-клінічне обґрунтування методів терапії ендокринопатій, заснованих на трансплантації ендокринних клітин і тканин»                                                                | Тронько Микола Дмитрович                               | директор Інституту ендокринології та обміну речовин імені В. П. Комісаренка НАМН України |
| 1989 | Цикл робіт «Теоретичне і експериментально-клінічне обґрунтування методів терапії ендокринопатій, заснованих на трансплантації ендокринних клітин і тканин»                                                                | Турчин Іван Семенович                                  | співробітник Інституту ендокринології та обміну речовин імені В. П. Комісаренка НАМН України |
| 1989 | Цикл робіт «Теоретичне і експериментально-клінічне обґрунтування методів терапії ендокринопатій, заснованих на трансплантації ендокринних клітин і тканин»                                                                | Чуйко Володимир Анатолійович                           | |
| 1988 | Монографія «Рефлексы ствола головного мозга» | Лиманський Юрій Петрович                               | доктор біологічних наук, завідувач відділу Інституту фізіології ім. О. О. Богомольця АН УРСР |
| 1987 | Монографія «Кальций и клеточная возбудимость» | Костюк Платон Григорович                               | академік НАН України, директор Інституту фізіології ім. О. О. Богомольця АН УРСР |
| 1986 | Монографія «Сравнительная анатомия и эволюция кровеносных сосудов сердца» | Кульчицький Костянтин Іванович                         | |
| 1986 | Монографія «Сравнительная анатомия и эволюция кровеносных сосудов сердца» | Роменський Олег Юрійович                               | |
| 1985 | Цикл робіт «Вивчення дії низьких температур на шкіру з метою створення нових методів кріотерапії і кріоконсервації» | Волкова Наталія Олександрівна                          | |
| 1985 | Цикл робіт «Вивчення дії низьких температур на шкіру з метою створення нових методів кріотерапії і кріоконсервації» | Сандомирський Борис Петрович                           | |
| 1985 | Цикл робіт «Вивчення дії низьких температур на шкіру з метою створення нових методів кріотерапії і кріоконсервації» | Ісаєв Юрій Іванович                                    | |
| 1984 | Цикл робіт «Патофізіологічні механізми дії протиорганних цитотоксичних сироваток» | Алексєєва Ірина Миколаївна                             | доктор біологічних наук, завідувач відділом Інституту фізіології ім. О. О. Богомольця АН УРСР |
| 1984 | Цикл робіт «Патофізіологічні механізми дії протиорганних цитотоксичних сироваток» | Зеленська Т. М.                                        | |
| 1983 | Монографія «Половые гормоны и дифференциация мозга» | Резніков Олександр Григорович                          | член-кореспондент НАН України, академік НАМН України, завідувач відділу ендокринології репродукції та адаптації ДУ «Інститут ендокринології та обміну речовин ім. В. П. Комісаренка НАМН України»               |
| 1982 | Монографія «Нейрофізіологія таламуса» | Сєрков Пилип Миколайович                               | доктор біологічних наук, завідувач відділом Інституту фізіології ім. О. О. Богомольця АН УРСР |
| 1981 | Монографія «Стовбурні кровотворні клітини і лейкох» | Бутенко Зоя Андріївна                                  | |
| 1980 | Праця «Низькотемпературна кристалізація в біологічних системах» | Білоус Аполлон Максимович                              | доктор медичних наук, завідувач відділу кріобіохімії Інституту проблем кріобіології й кріомедицини Академії наук УРСР                                                                                           |
| 1980 | Праця «Низькотемпературна кристалізація в біологічних системах» | Пушкар Микола Сидорович                                | |
| 1980 | Праця «Низькотемпературна кристалізація в біологічних системах» | Іткін Юрій Абрамович                                   | |
| 1979 | Праця «Експериментальні пухлини печінки» | Пінчук Вадим Григорович                                | доктор медичних наук, ректор Київського медичного інституту |
| 1979 | Праця «Експериментальні пухлини печінки» | Бикоріз Анатолій Йосипович                             | |
| 1978 | Цикл праць, присвячених дослідженню напруги кисню в тканинах тварин і людини | Березовський Вадим Якимович                            | |
| 1977 | Монографія «Консервування кісткового мозку» | Лаврик Семен Семенович                                 | доктор медичних наук, ректор Київського медичного інституту |
| 1976 | Цикл робіт «Фізіологічні механізми реактивності в онтогенезі і філогенезі» | Сиротинін Микола Миколайович                           | |
| 1975 | Цикл робіт по фізіології та патофізіології судинного тонусу | Гуревич Моїсей Ісайович                                | доктор медичних наук, завідувач відділом Інституту фізіології ім. О. О. Богомольця АН УРСР |
| 1974 | Сукупність наукових робіт з проблеми старіння і довголіття | Нікітін Володимир Миколайович                          | |
| 1974 | Сукупність наукових робіт з проблеми старіння і довголіття | Парина Є. В.                                           | |
| 1973 | Цикл праць з питань вивчення нервової трофіки у розвитку патологічних процесів | Зайко Микола Никифорович                               | |
| 1972 | Цикл робіт у галузі теорії і практики оживлення організму | Янковський Всеволод Дмитрович                          | |
| 1971 | Цикл робіт по розробці та впровадженню у практику ефективних методів терапії термінальних станів | Богомолець Олег Олександрович                          | |
| 1970 | Монографія «Регулювання, пристосування і старіння» | Фролькіс Володимир Веніамінович                        | академік НАН України, завідувач лабораторії фізіології Інституту геронтології АМН України |
| 1969 | Монографія «Довголіття й фізіологічна старість» | Спасокукоцький Юрій Олександрович                      | доктор медичних наук, завідувач відділом Інституту фізіології ім. О. О. Богомольця АН УРСР |
| 1969 | Монографія «Довголіття й фізіологічна старість» | Геніс Євгенія Данилівна                                | |
| 1969 | Монографія «Довголіття й фізіологічна старість» | Барченко Лілія Іванівна                                | |
| 1968 | Монографія «Хірургічне лікування термічних опіків» | Братусь Василь Дмитрович                               | член-кореспондент Академії медичних наук України, професор кафедри факультетської хірургії Київського медичного інституту                                                                                       |
| 1964 | Монографія «Опухоль и организм» | Кавецький Ростислав Євгенович                          | |
| 1962 | | Горєв Микола Миколайович                               | академік Академії медичних наук СРСР, завідувач відділу Інституту геронтології АМН України |
| 1961 | Монографія «Спленін» | Комісаренко Василь Павлович                            | |
| 1959 | Монографія «Запалення» | Воронін Володимир Васильович                           | |
| 1953 | Монографія «Зміни нервової системи і характеристика вищої нервової діяльності при інтоксикації марганцем в клініці та експерименті»                                                                                       | Макарченко Олександр Федорович                         | академік АН УРСР, завідувач відділу Інституту фізіології ім. О. О. Богомольця АН УРСР |